# Corral del Martí
El Corral del Martí és un jaciment arqueològic al municipi de Sant Pere de Riudebitlles (l'Alt Penedès), inclòs a l'Inventari del Patrimoni Arqueològic i Paleontològic de Catalunya.
Es tracta de un taller de sílex amb una ocupació del Paleolític inferior i una altra del Paleolític mitjà. Aquest jaciment és a la riba esquerra del Riu de Bitlles i compta amb dos sectors diferenciats: Un zona plana en uns camps de cireres; i una antiga terrassa, actualment desmantellada. A la zona plana d'aquest jaciment s'hi ha ha trobat indústria lítica de tipus axeulià destacant un ganivet de dors, pel que aquesta ocupació ha estat datada durant el Paleolític inferior. A l'antiga terrassa destaca la troballa de nuclis-tortuga, ascles levallois i perforadors, és a dir una indústria lítica de tipus mosterià, que fa que aquest sector hagi estat datat durant el Paleolític mitjà.